# Architektur von Kurgebäuden

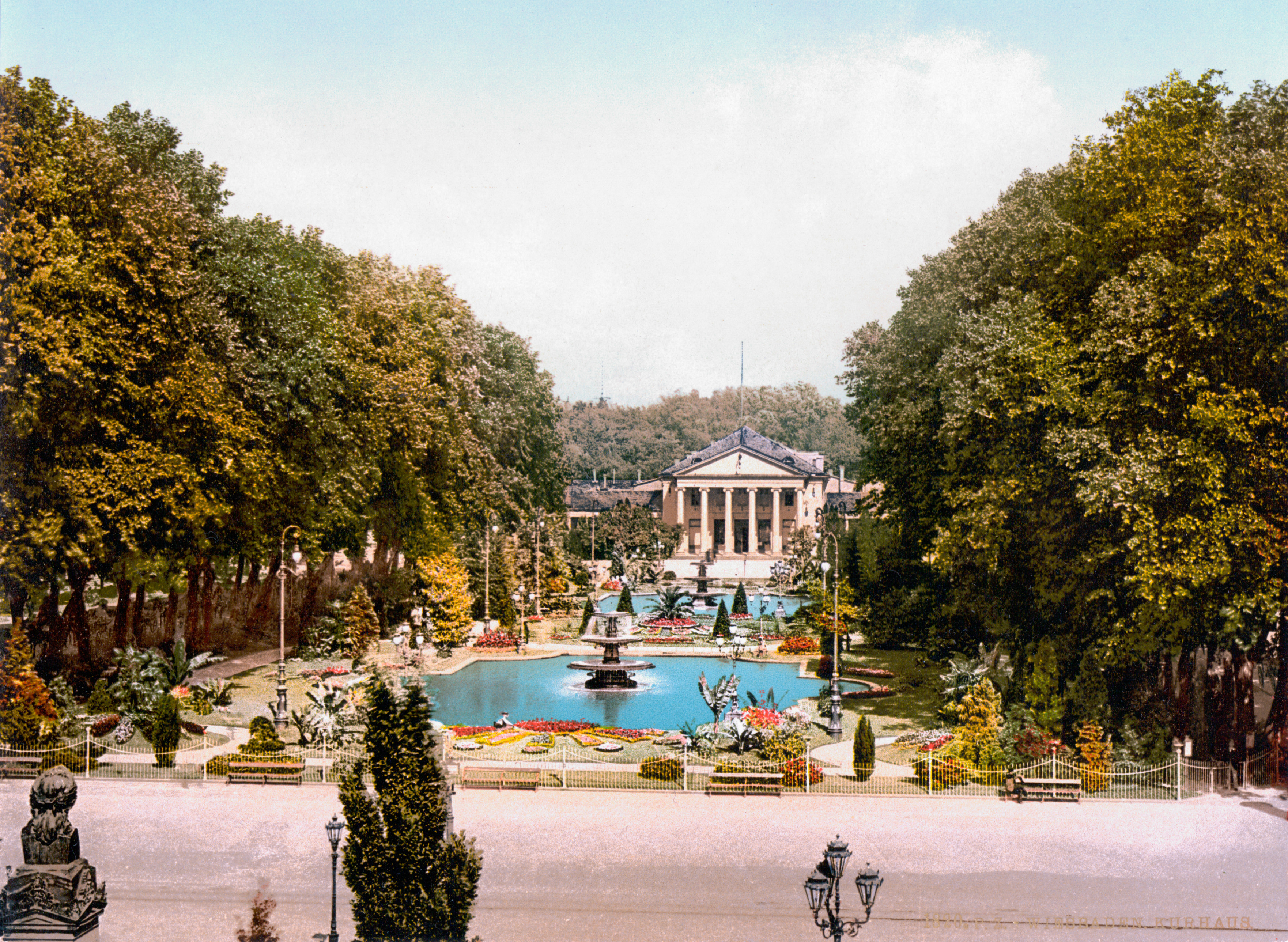
Das alte Kurhaus in Wiesbaden von Christian Zais mit Vorplatz

Kurgebäude dienen der Erholung und Freizeitgestaltung und sind in Kurorten anzutreffen. Die Architektur dieser Gebäude bezeichnet man auch als Kurarchitektur. Beschrieben werden damit bestimmte Gebäudetypen, vor allem Kurhaus, Trinkhalle und Kurbad, die der Funktion Kur dienen. Der Begriff Kurarchitektur ist in dieser Hinsicht vergleichbar mit dem Begriff Industriearchitektur, der Funktionsgebäude beschreibt, die der industriellen Produktion dienen. 
Der Bautypus wurde seit dem 17. Jahrhundert entwickelt, seine Blütezeit war das 19. Jahrhundert. Die Bezeichnung Kurarchitektur bezieht sich vor allem auf die Baukunst der Heilbäder im Binnenland, für die Seebäder an der Küste hat sich der Begriff Bäderarchitektur durchgesetzt. Zwischen der architektonischen Formensprache der Heilbäder und Seebäder gibt es seit dem frühen 19. Jahrhundert viele Parallelen.

## Frühe Vorläufer in Antike und Mittelalter
Kurorte gab es bereits in der Antike. Sie verdanken ihre Entstehung der medizinischen Wirkung der heißen Quellen, die schon damals bekannt war. Im Zentrum römischer Kurorte standen Thermen, die in der Regel weniger symmetrisch als die großen Kaiserthermen in den Städten waren, weil sie sich der jeweiligen Topografie des Thermalquellgebiets anpassen mussten. Der wichtigste römische Kurort war Baiae im Golf von Neapel. In Deutschland wurden im ersten nachchristlichen Jahrhundert die Kurorte Aachen, Wiesbaden, Baden-Baden und Badenweiler gegründet. In der Schweiz erlebte St. Moritz mit der von Paracelsus entdeckten Heilquelle den ersten Aufschwung.
Nach dieser Blütezeit wurde es in Europa zunächst ruhig um das Badewesen. Aufwendige Bäder wie in der römischen Antike gab es im Mittelalter nicht. Die Kreuzritter brachten aus dem Orient die Islamische Badekultur mit. Mit dem Aufstieg des Bürgertums in den Städten im 12. Jahrhundert entstanden öffentliche Badehäuser, die jedoch keine eigene Architektursprache hervorbrachten und von außen nicht von Wohnhäusern zu unterscheiden waren. Mit dem Dreißigjährigen Krieg endete die große Zeit des Badewesens.

## Aufschwung
Das Kurwesen erlebte im 15. und 16. Jahrhundert einen Aufschwung und wurde zu einem wichtigen Wirtschaftsfaktor.
Als das Kurwesen in der zweiten Hälfte des 17. Jahrhunderts an Bedeutung gewann, wurde an der Stelle der bisherigen Badekur die Trinkkur Mode. Konnte ein Kurort mit dieser Entwicklung nicht Schritt halten und kostenintensive bauliche Veränderungen durchführen, sank er zum Armen- oder Bauernbad herab. Bedeutende antike Gründungen wie Baden-Baden und Wiesbaden waren betroffen.
Im Barock gab es mit den Fürstenbädern wichtige neue Tendenzen. Die Vorbilder sind im Schlossbau zu suchen. Das am besten erhaltene Beispiel in Deutschland ist Brückenau. Fürstbischof Amand von Buseck baute den Ort ab 1747 aus. Auf einer terrassierten Anhöhe rund drei Kilometer von der Stadt entfernt entstand ein Kurhaus. Auf das schlossartige Gebäude führt im Tal eine zentrale Achse in Gestalt einer von Pavillons gerahmten Lindenallee zu. Vorbild für die Brückenauer Anlage war Schloss Marly-le-Roi, das 1679 bis 1687 erbaute Lustschloss Ludwig XIV.
Die bedeutendsten Kurstädte des 18. Jahrhunderts sind nicht die relativ kleinen Fürstenbäder, sondern Bath in England und Aachen. Beide Städte haben entscheidenden Anteil an der Entwicklung der Kurarchitektur im 19. und frühen 20. Jahrhundert. Das Kurwesen in Aachen erholte sich seit dem späten 17. Jahrhundert von den Folgen des Dreißigjährigen Krieges. Entscheidenden Einfluss darauf hatte der Badearzt François Blondel, der mit seinen balneologischen Büchern Aachen als Kurbad in Europa bekannt machte. Blondels wichtigste Leistungen waren der Ausbau der Trinkkur und seine Mitwirkung an der Gestaltung der neuen Kureinrichtungen.
Aachen entwickelte sich zum führenden Modebad des Kontinents und behauptete diese Stellung bis zur französischen Besatzungszeit am Ende des 18. Jahrhunderts. Das bedeutendste Kurgebäude des 18. Jahrhunderts ist die „Neue Redoute“, die 1782 bis 1786 nach Plänen des Architekten Jakob Couven erbaut wurde. Als Zentrum des gesellschaftlichen Lebens ist das Gebäude ein direkter Vorläufer des im 19. Jahrhundert weit verbreiteten Typus des Kurhauses.

## Blütezeit 19. Jahrhundert

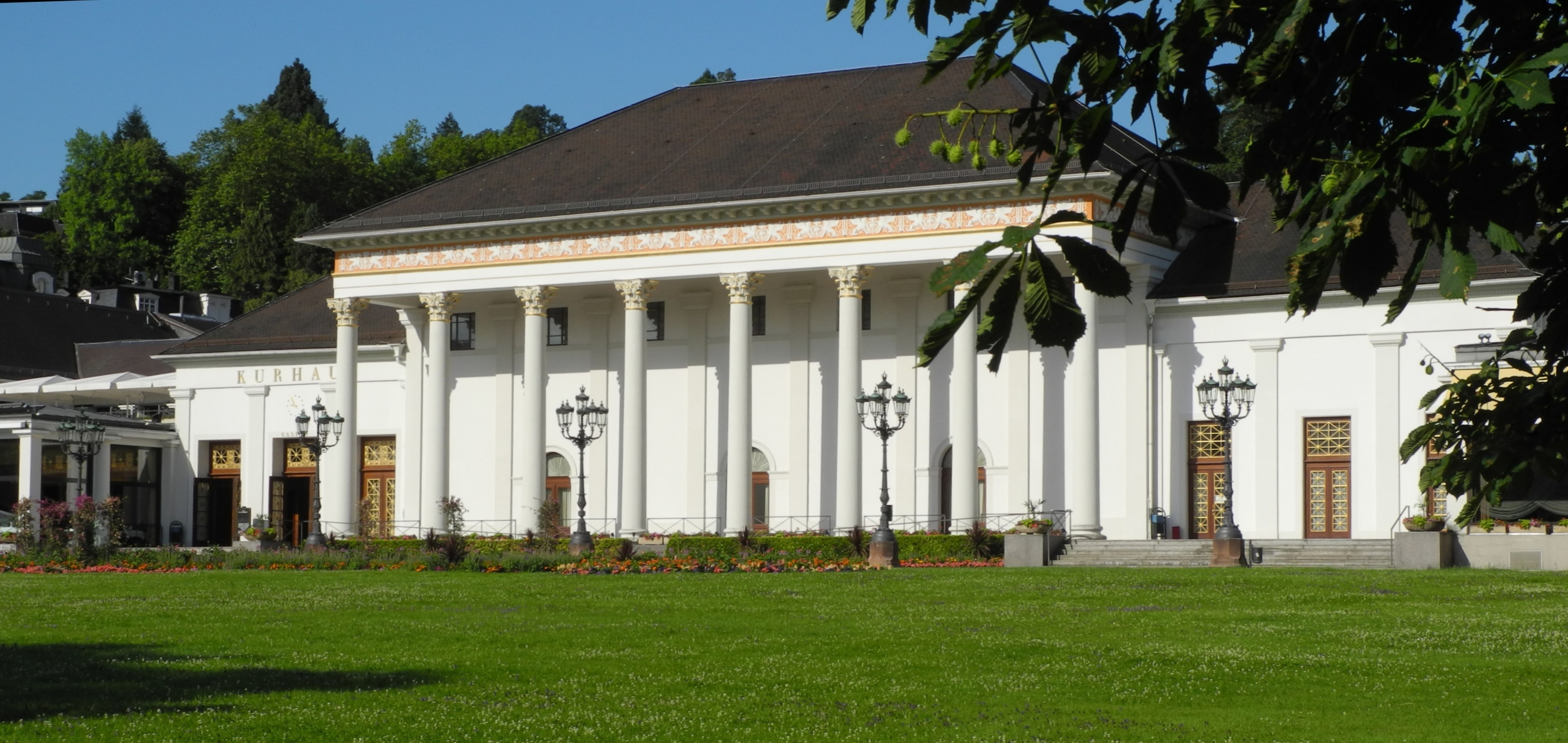
Kurhaus Baden-Baden

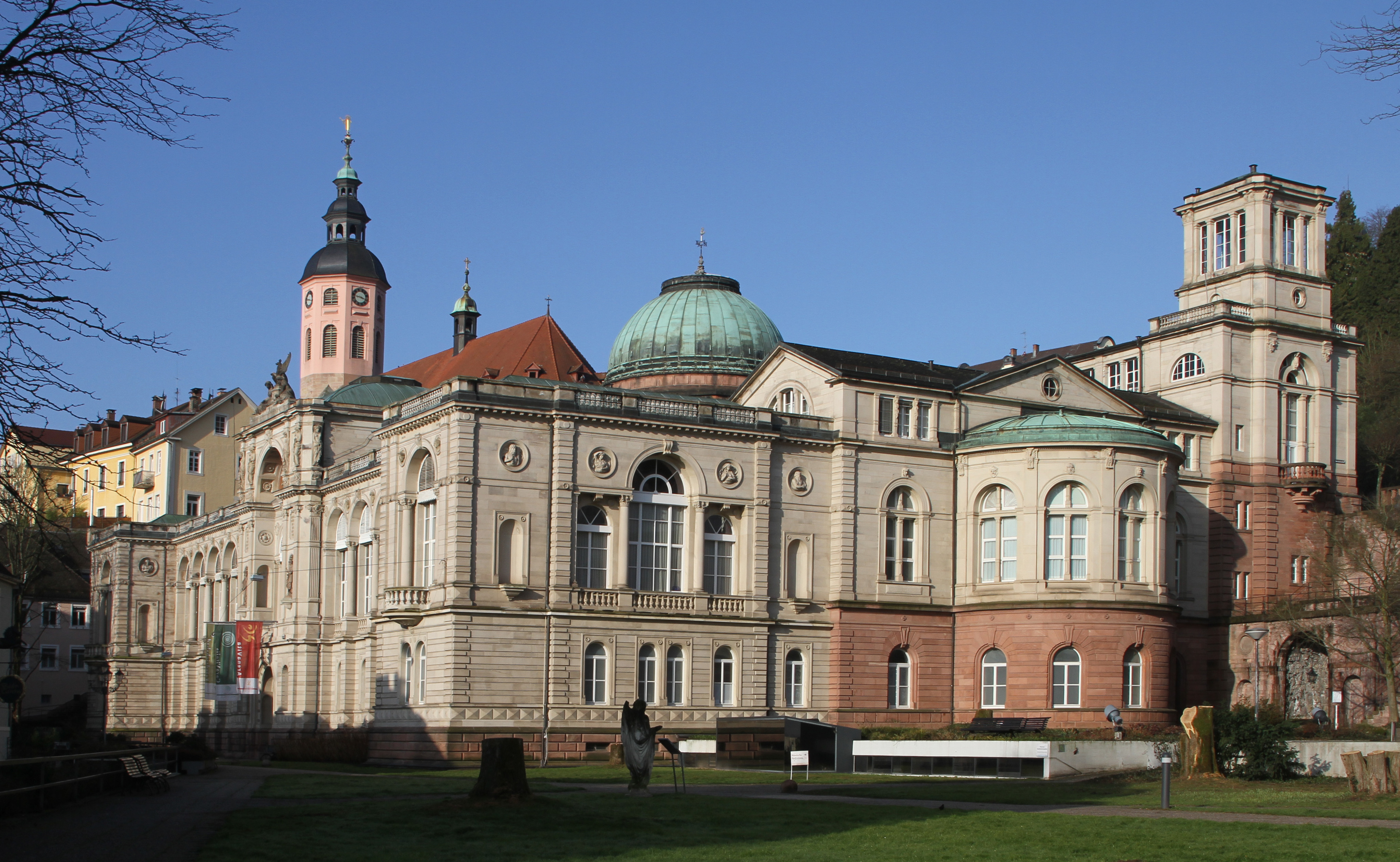
Friedrichsbad in Baden-Baden

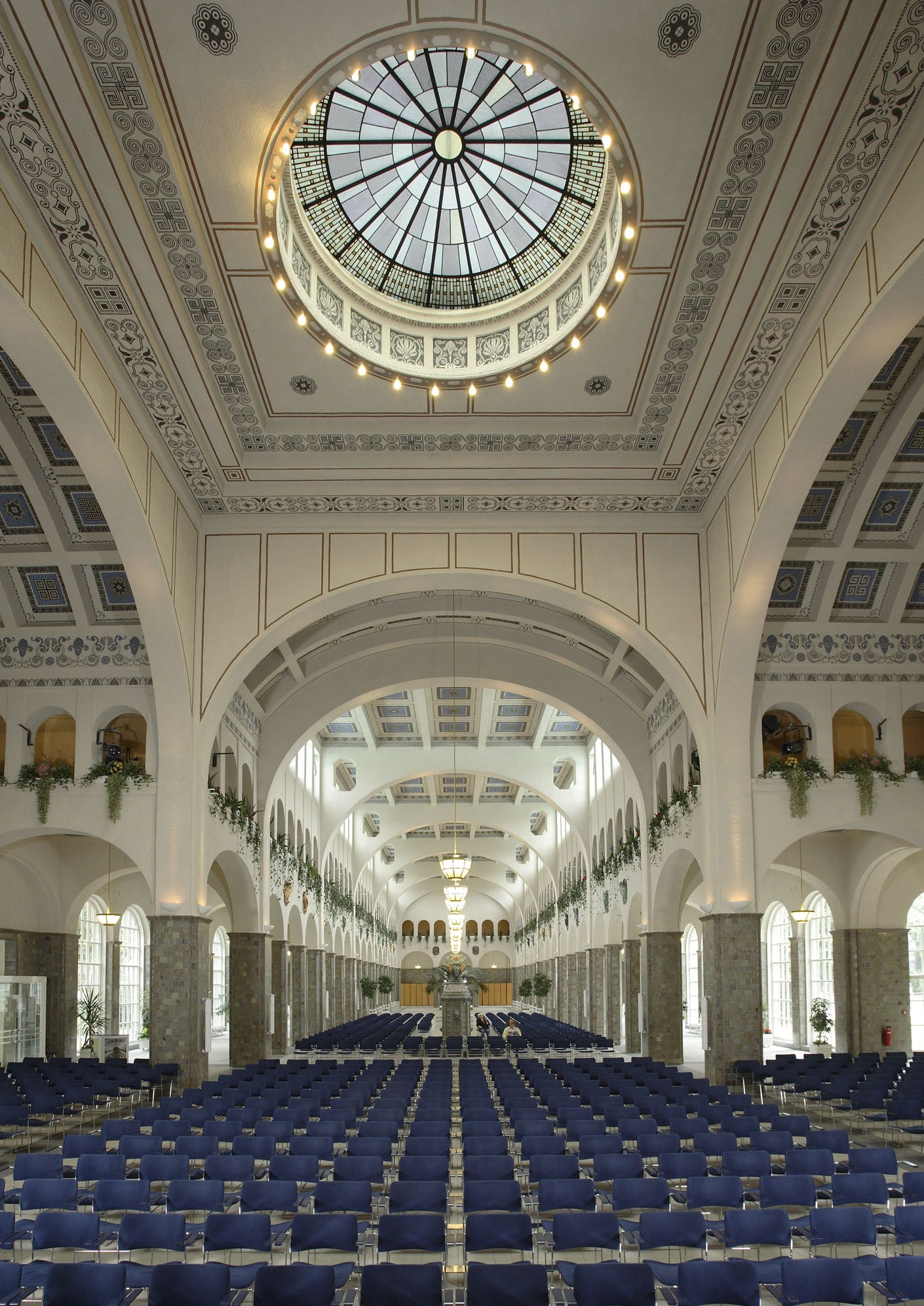
Wandelhalle Bad Kissingen

Die öffentlichen Bauaufgaben erfuhren seit etwa 1800 allgemein eine stärkere Differenzierung. Diese betraf in erheblichem Umfang Bauwerke für gesellschaftliche Anlässe. In den Kurorten gab es eine Konzentration von Gebäuden für Bildung, Kommunikation und Freizeit für die große Zahl von Gästen. Es entstanden spezifische Bauaufgaben wie Kurhaus, Trinkhalle und Thermalbad. Daneben gab es Landschaftsgärten, Hotels und Villen, aber auch von Theater, Museen, Bergbahnen und Aussichtstürme.
Die Kurarchitektur erfuhr im 19. Jahrhundert eine stärkere Spezialisierung. Die Kurgebäude vereinten nicht mehr alle Aufgaben wie Gesellschaftsräume, Bäder und Logierzimmer unter einem Dach, wie dies meistens im Barock üblich war. Das Kurhaus des 19. Jahrhunderts ist ein Gebäude, das ausschließlich für gesellschaftliche Anlässe bestimmt ist. Bäder und Logierzimmer werden in speziell für diesen Zweck errichtete Badehäuser und Hotels ausgelagert. Im Zentrum des Kurhauses steht ein großer und repräsentativer Saal. Daneben gibt es mehrere Nebenräume für die unterschiedlichsten Aufgaben, wie Glücksspiel, Lesen und Restaurantbetrieb.
Das erste Kurhaus neuer Prägung war das nicht erhaltene Wiesbadener Kurhaus von Christian Zais, das 1808 bis 1810 entstand. Das älteste erhaltene Kurhaus ist das Kurhaus Baden-Baden, 1822–1824 nach Plänen des Großherzoglichen Baudirektors Friedrich Weinbrenner errichtet. Die dreiteilige Anlage hat eine Länge von 140 Metern. Das Gebäude besteht aus einem großen zentralen Saalbau. Im Norden und Süden wird dieser durch Pavillons für Theater und Restaurant flankiert. Zwischen diesen drei großen Baukörpern, die im Grundriss deutlich hervortreten, befinden sich Galerien.
Trinkhallen entstanden aus den Brunnen, die nach der Einführung der Trinkkur im Barock üblich wurden. Diese boten den Kurgästen die Möglichkeit, ihre Trinkbecher mit Thermalwasser zu füllen. Thermalbrunnen gab es im 17. Jahrhundert in allen deutschen Kurstädten. Über den Brunnen entstanden Pavillons. Gegen Ende des 18. Jahrhunderts gab es eine neue Entwicklung. Die Brunnenhäuser wurden durch Galerietrakte erweitert. Im 19. Jahrhundert war die Trinkhalle ein allgemein bekannter Bautypus.
Große Thermalbäder entstanden in Deutschland vor allem nach dem Glücksspielverbot 1872. Die Kurstädte investierten in Badehäuser, um weiterhin für die Kurgäste attraktiv zu bleiben. Das bedeutendste Thermalbad dieser Zeit ist das Friedrichsbad in Baden-Baden, das nach Plänen von Karl Dernfeld entstand. Direkte Vorbilder sind das Raitzenbad in Budapest und das Graf-Eberhardsbad (heute Palais Thermal) in Bad Wildbad.
Einen stilistischen Übergang vom 19. ins 20. Jahrhundert bildet die mit der angeschlossenen Brunnenhalle größte geschlossene Wandelhalle Europas (3.240 Quadratmeter) im bayerischen Staatsbad Bad Kissingen. Sie wurde in den Jahren 1910/1911 vom Architekten Max Littmann im Auftrag des Prinzregenten Luitpold erbaut.

## 20. Jahrhundert

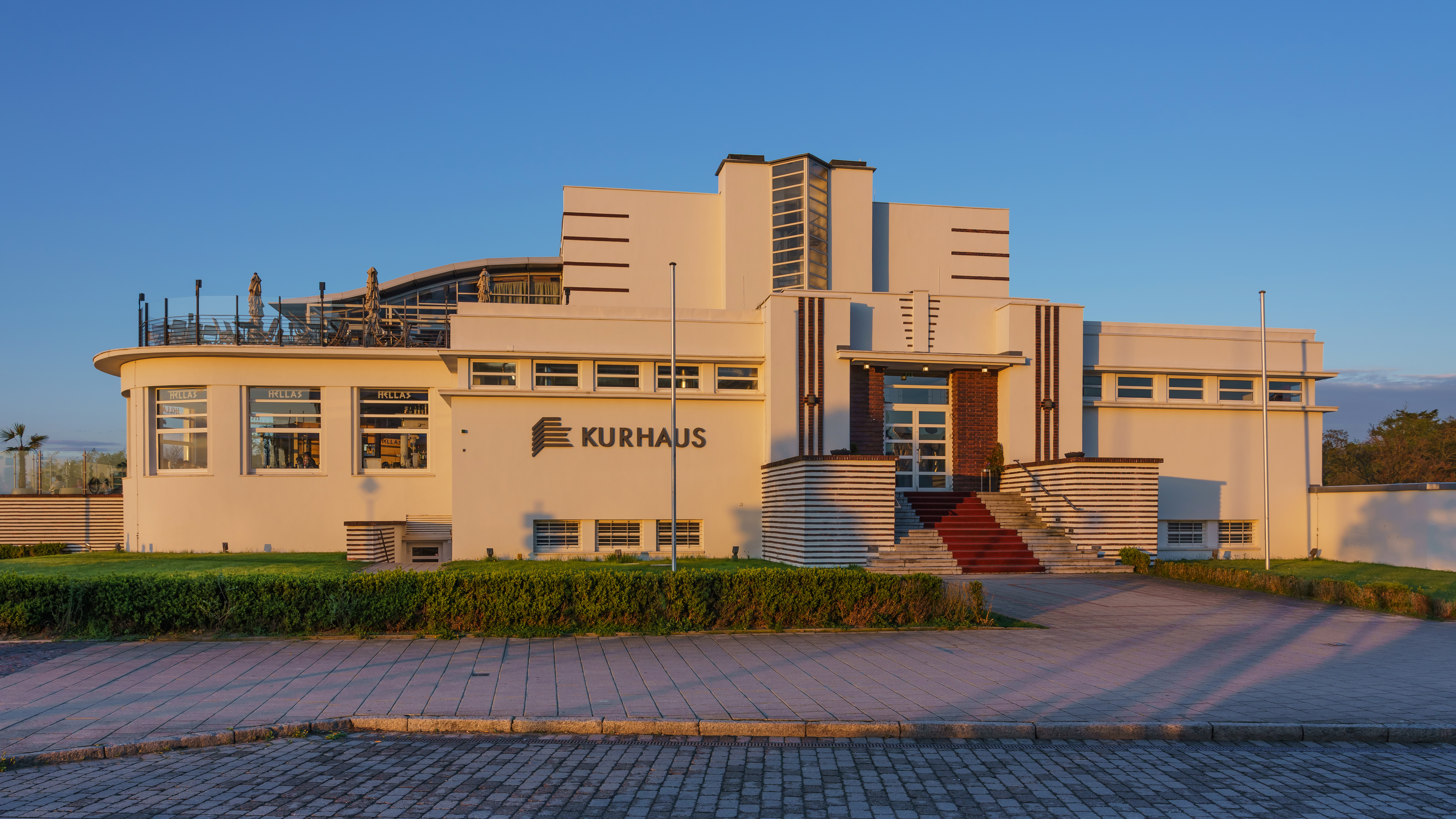
Kurhaus in Warnemünde

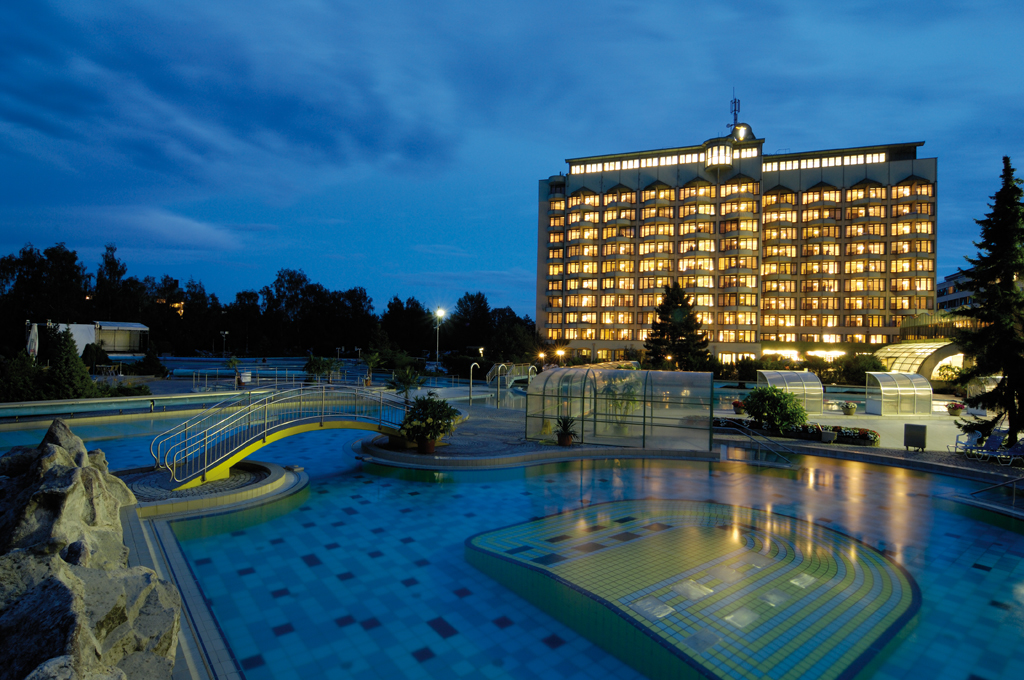
Johannesbad in Bad Füssing

Die Sozialkur und das veränderte Reiseverhalten der Menschen verlangten im 20. Jahrhundert neue architektonische Lösungen.
Erste Beispiele für eine moderne Kurarchitektur gibt es in den 1930er Jahren. Zu den frühesten Vertretern der neuen Sachlichkeit zählt die Neue Trinkhalle in Bad Wildbad, die Reinhold Schuler, Baurat im württembergischen Finanzministerium, und Otto Kuhn, Präsident der Bauabteilung des Finanzministeriums 1933 planten. Die neoklassizistische Kunstauffassung des NS-Regimes verhinderte aber eine weitere Verbreitung.
Nach 1945 wurden für die Gattungen Kurhaus, Trinkhalle und Kurbad – von wenigen herausragenden Einzellösungen abgesehen (z. B. Kurhaus in Badenweiler von Klaus Humpert, 1970–1972) – keine Nachfolger im eigentlichen Sinne entwickelt.